# Arie van de Bunt
Arend Jantinus (Arie) van de Bunt (Amersfoort, 7 juni 1969) is een voormalig Nederlandse waterpolospeler.
Van de Bunt wordt beschouwd als een van de beste Nederlandse waterpolokeepers. Van de Bunt nam als waterpoloër deel aan de Olympische Spelen van 1992, 1996 en 2000. Hij eindigde met het Nederlands team op de negende (1992), tiende (1996) en elfde (2000) plaats.
Naast deze Olympische spelen nam Van de Bunt deel aan acht EK's en twee WK's. In totaal speelde hij 350 interlands.
Van de Bunt speelde van 1986 t/m 2005 in de competitie voor AZ&PC. In deze periode won Van de Bunt viermaal de landstitel en driemaal de KNZB beker. 
In 2011-2012 won Arie van de Bunt als coach van het eerste herenzevental van AZ&PC de KNZB beker.
Marc van Belkum · 
Bert Brinkman · 
Arie van de Bunt · 
Robert Havekotte · 
Koos Issard · 
John Jansen · 
Gijs van der Leden · 
Harry van der Meer · 
Hans Nieuwenburg · 
Remco Pielstroom · 
John Scherrenburg · 
Jalo de Vries · 
Jan Wagenaar
Arie van de Bunt · 
Gert de Groot · 
Arno Havenga · 
Koos Issard · 
Bas de Jong · 
Niels van der Kolk · 
Marco Kunz · 
Harry van der Meer · 
Hans Nieuwenburg · 
Joeri Stoffels · 
Eelco Uri · 
Wyco de Vries
Marco Booij · 
Bjørn Boom · 
Bobbie Brebde · 
Matthijs de Bruijn · 
Arie van de Bunt · 
Arno Havenga · 
Bas de Jong · 
Harry van der Meer · 
Gerben Silvis · 
Kimmo Thomas · 
Eelco Uri · 
Niels Zuidweg